# 建威之战
建威之战，是中国三国时期蜀汉和曹魏之间的一场战斗，也是蜀汉丞相诸葛亮发起第三次北伐的一场战役。
此战以蜀汉夺取今甘肃陇南一带的武都、阴平两郡告终，成為漢中的西北屏障。

## 战事
229年春，诸葛亮令宿将陈式（《资治通鉴》作陈戒）率军欲取武都、阴平二郡，诸葛亮亲自留在阳平关集结地为后援。不久得知魏國雍州刺史郭淮已调兵后，诸葛亮立即率本部进军武都郡西北角的建威，寻求与魏军决战以歼灭其雍州边防的主力軍。
郭淮本想攻打陈式军以防武都、阴平陷落，但在得知诸葛亮到达建威之后，郭淮决定不攻打陈式，令军队救建威，建立防线以防蜀汉军进军。而诸葛亮到建威后便不继续进军，令部隊就地紮營，同時部署军队備战可能出现的魏國援军。
郭淮深知武都、阴平二郡的魏军战力难以抗衡蜀汉军，亦知诸葛亮試圖與郭淮军决战並围城打援，因此決定放弃对武都、阴平的防守，並率領雍州边防的主力軍撤退，蜀汉军取得武都、阴平二郡。
同年冬季诸葛亮徙府营於南山下原上，築漢城於沔陽，築樂城於城固，养兵练武、屯田養息，准备第四次北伐。

## 后果
蜀汉军在此战中未能歼灭魏军主力，亦未能获得大量物资，但武都、陰平兩郡在地理上具有一定的战略地位，由此巩固了蜀汉的西北边防，此後蜀汉与氐人、羌人建立了一定程度的联系。
诸葛亮在進佔武都、阴平后，修筑汉、乐二城，增强汉中的军备，准备往后的北伐（参见231年第四次北伐）。
武都、陰平兩郡被蜀漢佔據之后，魏军试图攻击汉中，但遭有所准备的蜀漢軍隊在汉中诸道击败，又因山路與山中棧道難行，不久魏军撤退。

## 評價
早在漢中之戰時曹操就將武都地區的居民與糧食大半撤離，且因武都、陰平兩郡地瘠人稀，曹魏在建威之戰後並未積極收復這兩郡。
然而武都、陰平兩郡可形成漢中地區的西北屏障，武都郡能作為進攻曹魏領地的重要戰略據點，陰平郡的陰平道則能繞過重兵把守的劍閣直取蜀漢腹地成都，對蜀漢而言仍具有一定的戰略價值。
先前诸葛亮因街亭之战的敗績而辞去丞相，之后蜀汉皇帝刘禅下诏褒扬诸葛亮在第二次北伐中击杀王双，以及此次北伐赢得氐、羌地方部落信任且迫使郭淮撤軍成功夺取武都、阴平之功，复诸葛亮为丞相。